# アストンマーティン・AMR-One

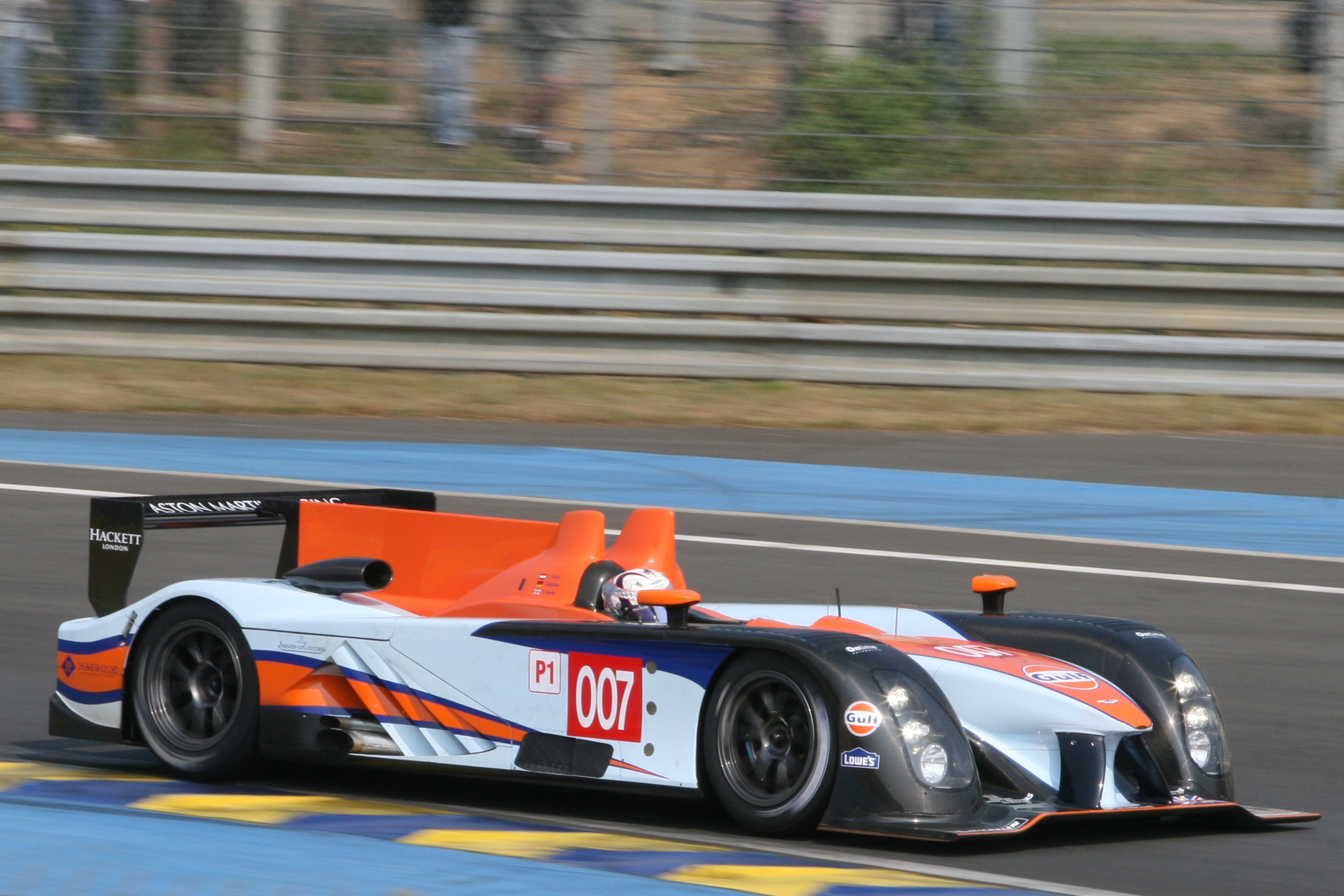
2011年のル・マンでの様子。

アストンマーティン AMR-Oneは、ル・マン24時間耐久レースへの参戦を目的に開発された、耐久レース専用のオープンボディ・プロトタイプレーシングカーである。先代のローラ・アストンマーティン B09/60や、同年のル・マンに出場したアウディ・R18 TDI、プジョー・908とは異なり、オープンタイプのボディである。先代とは違い、車両はプロドライブが独自に製作したもので、当初2年間で6台を製作する予定であった。

## 概要
エンジンパワー縮小を目的としたACOのレギュレーション改正に伴い、これまでV12エンジンを使用してきたアストンマーティンは2L 直列6気筒エンジンへの大幅なダウンサイジングを敢行。またレギュレーションで規定されたシャークフィンを装着した上で、当時クローズド化が進んでいた風潮とは逆行してオープントップを採用した。これは空力的には不利となるが、費用対効果やドライバー交代のしやすさなどを考慮に入れての選択だった。
中央部で側面のボディーワークが絞られるアウディやプジョーと異なり、サイドラインはボディ前面からリアタイヤの隆起を除きほぼ一直線に伸びている。フロント部ではダウンフォースを生み出すよりも前面のダクトに空気を流入させることを優先させたため、そのF1のハイノーズのような形状は、先述の黒く塗られた太いサイドラインとともにこのマシンを特徴付けている。ダクトに流入した空気はブレーキやギアボックスの冷却、エンジンへの吸気、ダウンフォースの発生に利用される。
実戦に初めて投入されたのは、2011年4月のル・マン・シリーズ開幕戦のポール・リカール。エンジントラブルが発生し、3回目のプラクティスでようやく出走したが、トップのペスカロロ・01から5秒のタイム差をつけられる事となった。決勝でも長いピットインを行ったり、チェッカーフラッグの30分前にゴールするためにコースインするなど、完全にテスト走行と割り切った出走を行い、熟成不足を露呈した。同月のル・マンテストデイには007号車、009号車の2台が登場したが、相変わらず続発するエンジントラブルのため、前車が10周、後車が2周しか走行できないという有様であった。その4日後にはアストンマーティン・レーシングがILMCスパ1000kmへの参戦取り止めを発表。開発に集中するためとしたが、ル・マン本戦への不安を残すこととなった。
迎えたル・マン24時間レース予選1回目では、トップのプジョーから29秒、ガソリン車勢トップのペスカローロから21秒離されるなど振るわず、最終的には2台ともトップとの差が約20秒、グリッド上でもLMP2勢に埋もれる形となった。
決勝では007号車、009号車ともに1周目からトラブルが発生し大きく後退、わずか10分も立たないうちに先頭集団から脱落し、結局009号車がわずか2周を走った段階でリタイヤ、007号車も長時間にわたるピットインの末一時復帰するが、4周を走り切った所でリタイヤとなった。一方クロノス・レーシングから出場したローラ・アストンマーティン B09/60は7位で完走した。
この結果を受けチームはLMSのイモラ6時間への出走を取り止め、さらにイモラの次戦であるシルバーストン6時間でチームは先代のローラ-アストンマーティン・B09/60を再び使用した。これ以降AMR-Oneがレースに出走する事は無かった。イベントでの出走は、2011年7月に行われたグッドウッド・フェスティバル・オブ・スピードで記録され、007号車が1周2.5kmの会場を完走した。

## プロジェクト終了とその後
出場予定の4レース中3レースを欠場し、ポイントすら取ることなく表舞台から姿を消したAMR-Oneだが、2012年1月に、アストンマーティン・レーシングにおけるプロトタイプカー・プロジェクトの終了と、GTカテゴリーへのリソースの集中が正式に発表され、AMR-Oneでのプロジェクトはここで終了する事となった。
2012年に登場するペスカロロ・03とデルタウイングはこのAMR-Oneをベースとしている。